# Нова Диклениця
45°58′ пн. ш. 16°53′ сх. д. / 45.97° пн. ш. 16.89° сх. д.
Нова Диклениця (хорв. Nova Diklenica) — населений пункт у Хорватії, у Б'єловарсько-Білогорській жупанії у складі громади Капела.

## Населення
Населення за даними перепису 2011 року становило 114 осіб.
Динаміка чисельності населення поселення: